# سیارک ۱۴۹۸۰
سیارک ۱۴۹۸۰ (به انگلیسی: 14980 Gustavbrom، نامگذاری:1997TW9) چهارده هزار و نهصد و هشتادمین سیارک کشف شده‌است که در ۵ اکتبر ۱۹۹۷ کشف شد.
قدر مطلق سیارک برابر ۲۰.۴ است.